# Cathédrale Notre-Dame de Noyon
Cette  cathédrale n’est pas la seule cathédrale Notre-Dame.
La cathédrale Notre-Dame de Noyon est une église catholique située au centre de la ville de Noyon, dans le département français de l'Oise en région Hauts-de-France.
Elle fut le siège de l'évêché de Noyon du milieu du VIe siècle jusque 1790, date à laquelle ce diocèse fut supprimé et son territoire incorporé au sein du diocèse de Beauvais. En 1851, le diocèse de Beauvais prit le nom de diocèse de Beauvais-Noyon.
La cathédrale Notre-Dame de Noyon, construite à partir de 1145, est l'un des premiers jalons de l'architecture gothique. Autour d'elle subsiste une partie du groupe épiscopal et du quartier canonial tel qu'il a évolué au fil du temps : les ruines de la chapelle de l'évêque, bâtie au XIIe siècle ; un bâtiment ayant fait fonction de réfectoire des chanoines, puis de salle capitulaire, construit au XIIIe siècle, ainsi qu'un cloître de la même époque ; la bibliothèque du chapitre, qui date du XVIe siècle ; le palais épiscopal du XVIIe siècle ; enfin les maisons des chanoines, réédifiées suivant les cas au XVIIe siècle ou au XVIIIe siècle. L'ancienne église de la Madeleine, dont les parties les plus anciennes remontent au XIIe siècle, servait de paroisse à tous les habitants qui résidaient dans ce quartier.
Un trait spécifique de la cathédrale Notre-Dame de Noyon est son transept, dont chaque bras se termine par une abside. Ce choix architectural est une expérience sans lendemain des constructeurs de la première génération gothique, imitée seulement pour le bras sud de la cathédrale de Soissons. La cathédrale est aujourd'hui au centre de la paroisse Saint-Éloi de Noyon.

## Histoire

### Les premières cathédrales

#### Les cathédrales mérovingiennes
Une première cathédrale aurait été construite au début du haut Moyen Âge, peut-être lorsque l'évêque Médard déplaça le siège de son diocèse de Vermand (près de Saint-Quentin) à Noyon, ville entourée de remparts, en 531. Elle est attestée vers 658 ou 659 et semble avoir été alors en mauvais état.
Elle fut probablement détruite lors d'un incendie qui ravagea la ville en 676, malgré un récit de la vie de sainte Godeberthe qui raconte comment la sainte aurait miraculeusement protégé la cathédrale des flammes. La cathédrale fut probablement  reconstruite après l'incendie de 676. Le nouvel édifice était sans doute celui qui accueillit le couronnement de Charlemagne en 768.

#### La cathédrale carolingienne
En 859, une attaque des Normands, qui pillèrent la ville et massacrèrent les habitants, conduisit à une nouvelle destruction. La reconstruction eut lieu à une date inconnue : l'édifice est attesté en 932 dans les Annales de Flodoard, il devait alors occuper sensiblement le même espace qu'aujourd'hui. Aucun vestige de ces trois premiers édifices n'a pu être retrouvé lors des fouilles archéologiques de 1921-1923. Certains chercheurs, parmi lesquels Eugène Lefèvre-Pontalis, ont également envisagé l'existence d'une quatrième cathédrale avant celle que nous connaissons, dont la construction aurait eu lieu au XIe siècle, mais cette hypothèse est remise en cause aujourd'hui. L'église carolingienne aurait plutôt été restaurée et redécorée à la fin du XIe siècle.

### La cathédrale gothique

#### La construction de la cathédrale auxXIIeetXIIIesiècles
En 1131, un incendie détruisit la cathédrale et ravagea une bonne partie de la ville de Noyon,. La question de la reconstruction se posa alors, mais la date précise du début du chantier est mal connue.
Le chantier de l'actuelle Notre-Dame de Noyon débuta par la construction des chapelles rayonnantes après 1150. Ce chantier fut lancé par l'évêque Baudouin II. Cependant, depuis 1146, le diocèse de Noyon était séparé de celui de Tournai, ce qui représentait une perte de revenu substantielle. La translation des reliques de saint Eloi en 1157 peut alors être interprétée comme un événement qui avait pour but de recueillir des fonds pour le chantier en cours : il s'agit très probablement des chapelles rayonnantes.
En 1167 eut lieu une nouvelle translation de reliques. Il s'agissait cette fois de celles de sainte Godeberthe. Là encore, le but était probablement la collecte de fonds pour le chantier. A cette époque, les bâtisseurs construisaient les parties basses du transept. Ce dernier fut peut-être achevé en 1183, date à laquelle se termina le chantier de la chapelle épiscopale Saint-Nicolas, qui y est relié : l'un et l'autre ont dû être construits à la même époque. En 1185, un règlement de l'évêque Renaud sur le rôle de deux sergents au service de l'église laisse entendre que le chevet, le transept et les travées orientales de la nef étaient achevés.
Enfin, en 1231, un acte indiquant que les marguilliers devaient faire sonner les grandes cloches nous apprend que la nef et la façade, notamment le beffroi de la tour nord, étaient terminés.

#### Ajouts et restaurations auxXIVeetXVesiècles
Les travaux se poursuivirent immédiatement avec la construction d'un cloître à trois galeries, qui donne à l'ouest sur la salle capitulaire, et à l'est sur la sacristie, construite au XIVe siècle.
Le 19 juillet 1293, un incendie endommagea la cathédrale surtout dans sa partie ouest. À la suite de ce sinistre, une restauration de la tour nord s'imposa. Les chapelles du bas-côté nord furent édifiées peu après, au début du XIVe siècle, ainsi qu'une seule chapelle sur le bas-côté sud. La présence de trous d'évacuations bouchés à l'emplacement des arcs-boutants atteste de leur ajout ultérieurement, sans doute lié à l'incendie de 1293 qui affaiblit la structure et causé un écart de 30 centimètres entre la base et le sommet des piliers.
Dans la seconde moitié du XVe siècle eut lieu une campagne de restauration, qui employa les maîtres-maçons Florent Bleuet et Pierre Tarisel. Ils reprirent la tour nord du chevet, les piliers des travées droites de chœur et les voûtes de deux travées du bras sud du transept, et réparèrent plusieurs voûtes de la nef, la tour nord de la façade et quelques arcs-boutants.
Au XVIIe siècle, de nouveaux travaux modifièrent les tours du chevet. Une dernière campagne entre 1747 et 1753 modifia le chevet et l'abside.

#### Les restaurations duXIXesiècle
La cathédrale souffrit pendant la Révolution française, et, en 1840, elle fut classée sur la première liste des monuments historiques, qui regroupe des édifices qui avaient un besoin urgent de financement pour des travaux. Ces travaux commencèrent en 1843, puis une deuxième campagne eut lieu entre 1860 et 1872. Tout l'extérieur du chevet fut repris, et les fenêtres hautes furent modifiées. Une troisième série de travaux, à partir de 1884, transforma le bras sud du transept.
A leur tour, la salle capitulaire et le cloître furent classés en 1862, puis en 1889, la bibliothèque.

#### La cathédrale dévastée pendant la Grande Guerre
Durant la Première Guerre mondiale où elle fut bombardée, la cathédrale subit des dommages considérables. La voûte de l'hémicycle s'effondra au sortir du conflit. Un important travail de reconstruction s’avéra indispensable. Il dura vingt années, jusqu'en 1938. Menés par André Collin (en), architecte en chef des monuments historiques pour l'Oise, ces travaux montrèrent un plus grand souci de respect des vestiges que ceux qui avaient été menés au XIXe siècle ; ils étaient en outre documentés photographiquement, ce qui permit une meilleure analyse archéologique du bâtiment.

#### Retour à la tradition liturgique
Depuis septembre 2013, la messe y est célébrée le dimanche soir à 18 heures suivant le rite tridentin (forme extraordinaire du rite romain), c'est-à-dire en latin et d'après les usages antérieurs à la réforme liturgique issue du IIe concile œcuménique du Vatican (Vatican II).

## Aperçu général

### Plan et élévation

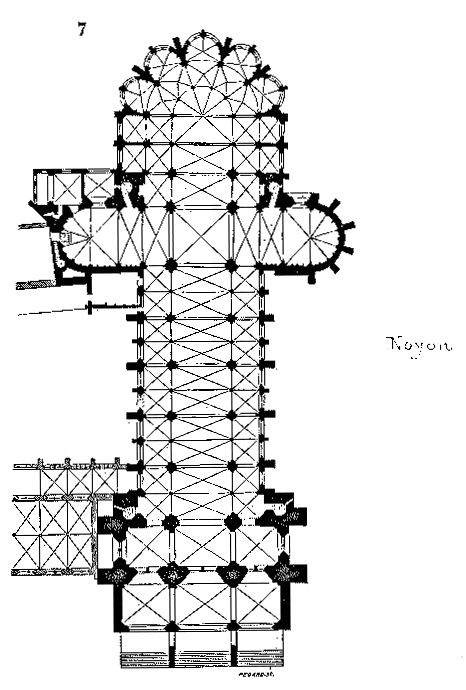
Plan au sol.

La cathédrale de Noyon est bâtie sur un plan en croix latine.
Le chevet est composé de trois travées rectangulaires et d'un rond-point semi-circulaire. Il est entouré d'un bas-côté et d'un déambulatoire, autour desquels sont construits deux tours carrées, quatre chapelles rectangulaires et cinq chapelles rayonnantes semi-circulaires.
Les deux bras du transept se terminent en abside, ce qui constitue la principale originalité de l'édifice. Ils répètent le même modèle que le chevet, mais sans bas-côté, déambulatoire ni chapelles, ce qui donne au visiteur l'impression d'une version plus réduite.
Les bâtisseurs de la nef ont donné au vaisseau principal un système de voûtement assez particulier : au sol, les supports alternent pile forte et pile faible, ce qui semble appeler une voûte d'ogives sexpartites, comme à la cathédrale de Sens. Cependant, les maîtres maçons ont construit une voûte quadripartite, ce qui a intrigué les chercheurs.
La façade ouest comporte un porche à trois portes ajouté au XIVe siècle, et deux tours qui n'ont jamais été terminées, leurs portions les plus hautes datant du XIIIe siècle ; ses motifs décoratifs ont été grandement abîmés.
L'élévation de la nef comme celle du chœur est à quatre niveaux : grandes arcades, tribunes, triforium qui prend la forme d'arcatures aveugles et fenêtres hautes. Ces arcatures aveugles « étaient ornées de couleurs : elles étaient sources de lumières autant qu'un vitrail tant par la nature lumineuse du matériau que par la représentation des saints et des anges » qui composaient une couronne céleste autour du sanctuaire.
Sur les bas-côtés nord de la nef s'ouvrent six chapelles latérales, sur le bas-côté sud, elles sont au nombre de trois et beaucoup plus vastes. Les arcs-boutants de la cathédrale furent reconstruits au XVIIIe siècle.

### Dimensions
- Longueur totale hors œuvre : 103,11 m
- Longueur dans œuvre : 91,33 m
- Longueur du transept : 48,6 m
- Largeur totale dans œuvre du sanctuaire, sans les chapelles latérales : 19,76 m.
- Largeur de la nef entre les axes des colonnes : 10,23 m
- Largeur de chaque collatéral : 4,75 m
- Largeur du transept dans œuvre : 9,6 m
- Hauteur des voûtes de la nef : 22,73 m
- Hauteur des voûtes des bas-côtés de la nef : 8,77 m
- Hauteur des voûtes du déambulatoire : 8 m
- Hauteur des voûtes des chapelles absidiales : 8,10 m
- Largeur de la façade occidentale : 32,8 m
- Hauteur de la tour nord : 66 m (à  comparer à Notre-Dame de Paris : 69 m)

La tour nord a été remaniée à la suite du grand incendie du 19 juillet 1293, son élévation est plus importante que celle de la tour sud, sa décoration est plus riche.
Les flèches prévues initialement n'ont jamais été construites.

### Matériaux de construction
La cathédrale est construite en pierre de taille issue des carrières situées sur les collines datant du Tertiaire non loin de la ville. Il s'agit essentiellement de calcaires du Lutétien, datant d'environ 45 Ma. Ils proviennent probablement du mont Saint-Siméon au nord-est de Noyon, car les différents calcaires repérés sur la cathédrale s'y trouvent. Les assises de soubassement sont cependant en grès éocène (Bartonien, environ 40 Ma), une pierre dure et étanche qui permet de protéger les murs des remontées d'humidité, ce grès provient de terrains d'un niveau supérieur aux calcaires lutétiens et donc un peu plus à l'est.

## Description

### Extérieur

#### La façade

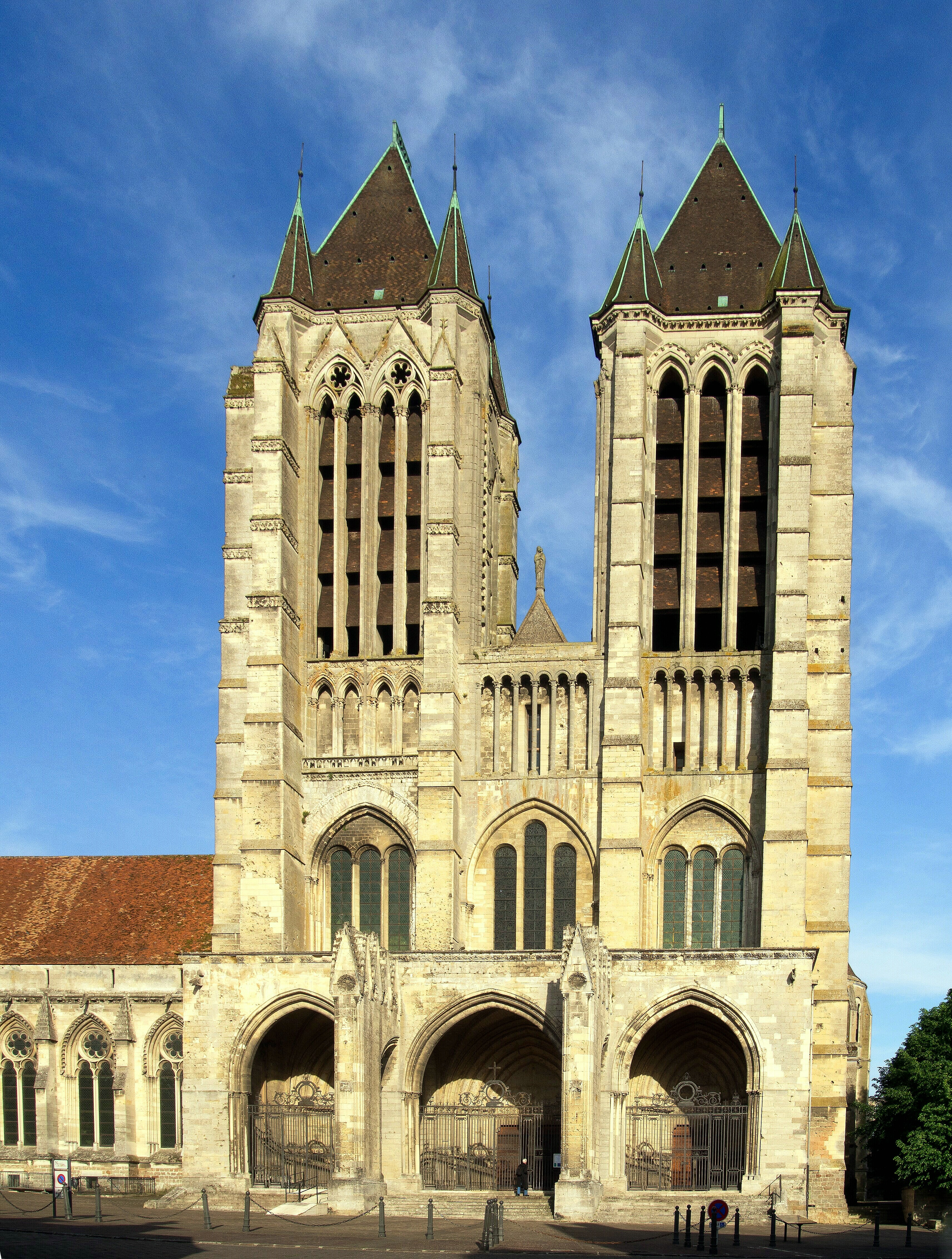
Les tours de la cathédrale.

Le soubassement du massif occidental de la cathédrale de Noyon est bâti en pierre calcaire, et non pas en grès comme dans les autres parties de la cathédrale. L'ensemble est aussi large que la nef de la cathédrale, et occupe l'espace d'une travée. La façade est précédée vers le parvis d'un porche à trois arcades, fermé par un mur épais sur les côtés. Initialement, le mur occidental de ce porche était plat, mais deux contreforts ont été ajoutés, entre les arcades, au XIVe siècle. Derrière ces arcades, trois portails subsistent à l'état de fragments. Ils ont été détériorés lors de la Révolution française. Un tapis de motifs floraux couvre les parties basses des ébrasements et des trumeaux, ainsi que les linteaux. Les statues d'ébrasement sont perdues. Le portail central représentait le Jugement dernier. L'ensemble était proche des portails de la cathédrale d'Amiens, réalisés vers 1225-1235. On peut en déduire une production dans les années 1230-1235.
Au deuxième niveau, au-dessus des portails, en retrait des arcades du porche, deux triplets de fenêtres de même taille en plein cintre, prises dans un arc brisé encadrent un troisième triplet qui diffère des deux autres par la taille plus élevée de la baie du milieu. Ce triplet central a été modifié  après l'incendie de 1293 : il pouvait y avoir auparavant à cet endroit une fenêtre tripartite ou bien une rose.
Au troisième niveau, une galerie à arcades court le long de la façade, ouverte par six fines arcades dans chacune des trois divisions latérales et centrale.
Au-dessus, la tour sud garde son apparence d'origine : trois hautes arcatures brisées ouvrent chacune des quatre faces. La tour nord a été quant à elle remaniée ultérieurement. Elle est ouverte par deux baies de deux lancettes surmontées d'une rose sur chaque face. À l'angle nord-ouest de la tour sud, un départ d'arc laisse imaginer qu'une série d'arcatures avait été prévue en guise d'écran entre les deux tours.

#### Le chevet

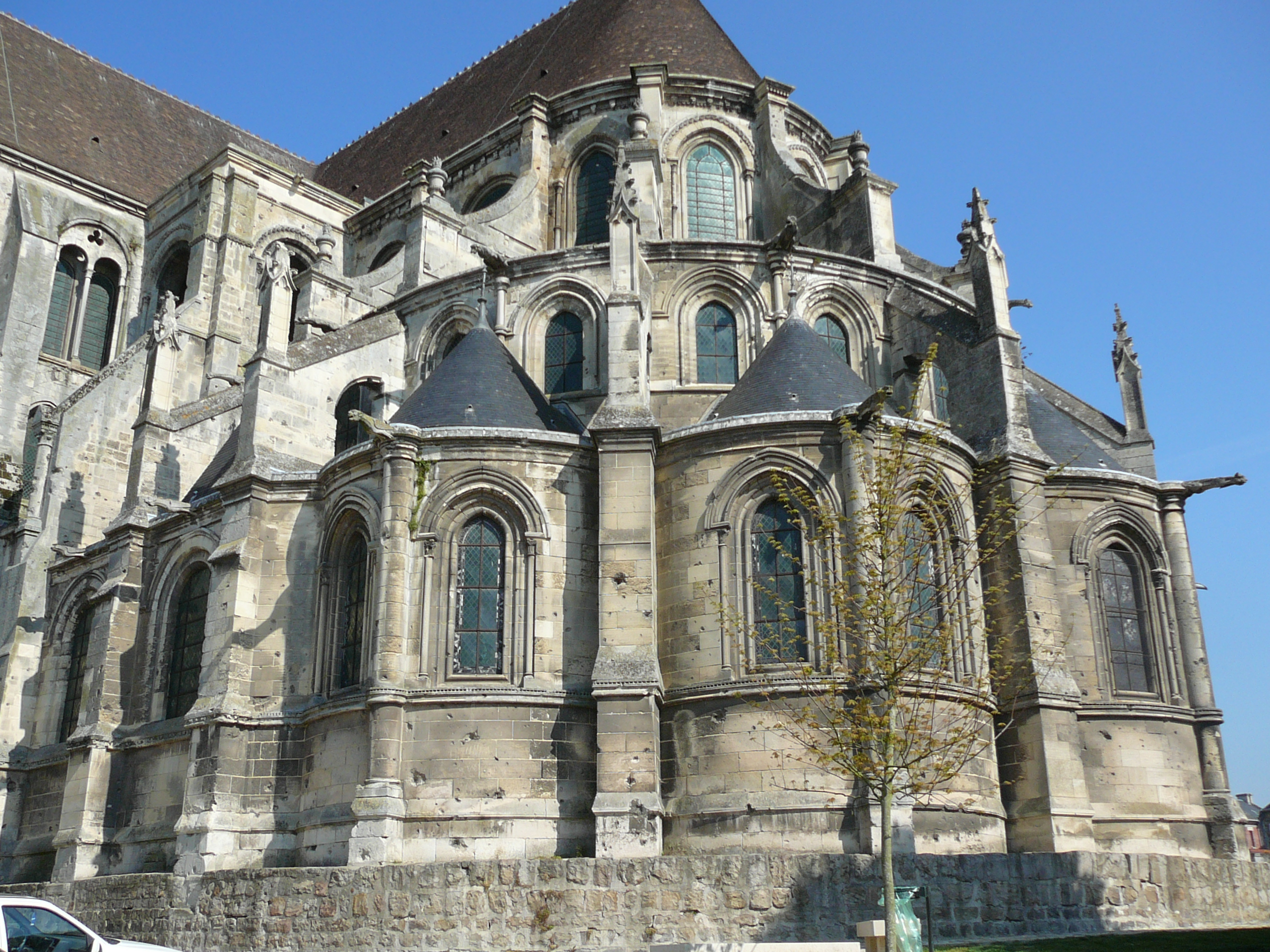
Le chevet de la cathédrale Notre-Dame de Noyon.

La construction de la cathédrale a commencé par le chevet. À l'extérieur de celui-ci, un soubassement de grès a un contour qui n'est pas celui de la cathédrale actuelle. Il pourrait s'agir des traces d'un premier projet de reconstruction après l'incendie de 1131, lancé par l'évêque Simon de Vermandois. Au-dessus s'élève l'édifice actuel, caractéristique des premières années du gothique. Une ceinture de cinq chapelles rayonnantes entoure le chevet. Chacune de ces chapelles a deux fenêtres, qui sont séparées, à l'extérieur, par un contrefort colonne.
Entre les chapelles naissent des arcs-boutants qui soutiennent, au deuxième niveau, le mur extérieur des tribunes. Deux baies ouvrent ce mur dans chaque espace entre les arcs-boutants ; ces baies sont séparées par un contrefort colonne, sur le même modèle qu'au niveau inférieur. Encore au-dessus se dresse le haut chœur. Initialement, il n'était pas soutenu extérieurement, mais des arcs-boutants ont été ajoutés au XVIIIe siècle, ce qui a modifié la silhouette générale du chevet. La toiture à très forte pente a été reconstruite après la Première Guerre mondiale, sur le modèle de celle qui avait été construite au XIVe siècle, après l'incendie de 1293. Les parements et les pierres moulurées ont quant à eux été très refaits lors des restaurations du XIXe siècle, puis des années qui ont suivi la Première Guerre mondiale, ce qui donne un aspect un peu dur aux moulurations.

#### Le transept
Les extrémités des deux bras du transept sont arrondies en forme d'absides ; par conséquent, l'entrée des bras des transepts se fait par deux portails situés sur la face orientale de chacun d'eux. Au nord, ce portail est consacré à saint Pierre. Comme pour les portails de la façade occidentale, la sculpture en a été presque entièrement bûchée à la Révolution.

### Intérieur

#### La nef
La nef est constituée de onze travées, incluant celle de la façade ouest, qui à l'intérieur forme une sorte de petit transept. Son élévation est à quatre niveaux : grandes arcades s'ouvrant sur les collatéraux nord et sud, tribunes, triforium et fenêtres hautes.
L'arc en plein cintre a été maintenu dans les deux niveaux supérieurs, c'est-à-dire dans les arches du triforium, et les baies des fenêtres hautes. Il en va de même pour les fenêtres des bas-côtés. Par contre les arcs aigus ogivaux apparaissent au niveau des deux étages inférieurs, celui des grandes arcades et celui des tribunes.
La construction de la nef daterait des années 1180 – 1205. On remarque une alternance entre des piles fortes formées de colonnes en faisceaux, et des piles faibles constituées de colonnes monocylindriques. Cette disposition indique que le premier choix des maîtres d'œuvre est de construire un voûtement sexpartite. Ce choix a été abandonné pour des problèmes techniques d'équilibre des charges. L'alternance des piles a été conservée par une volonté esthétique.
Les tribunes comportent des baies géminées à remplage orné d'un oculus trilobé. Elles sont bordées d'une belle balustrade en fer forgé.
Au-dessus, un triforium aveugle est composé de quatre petites arcades par travée. Enfin, le niveau des fenêtres hautes est composé de doubles baies.
Six chapelles latérales ont été ajoutées au bas-côté nord au début du XIVe siècle. Les trois grandes chapelles latérales du bas-côté sud datent des XIVe, XVe et XVIe siècles. La chapelle située au centre (du XVIe) appelée Chapelle Notre-Dame-de-Bon-secours est particulièrement riche en décorations. C'est un superbe exemple d'architecture du règne de François Ier.

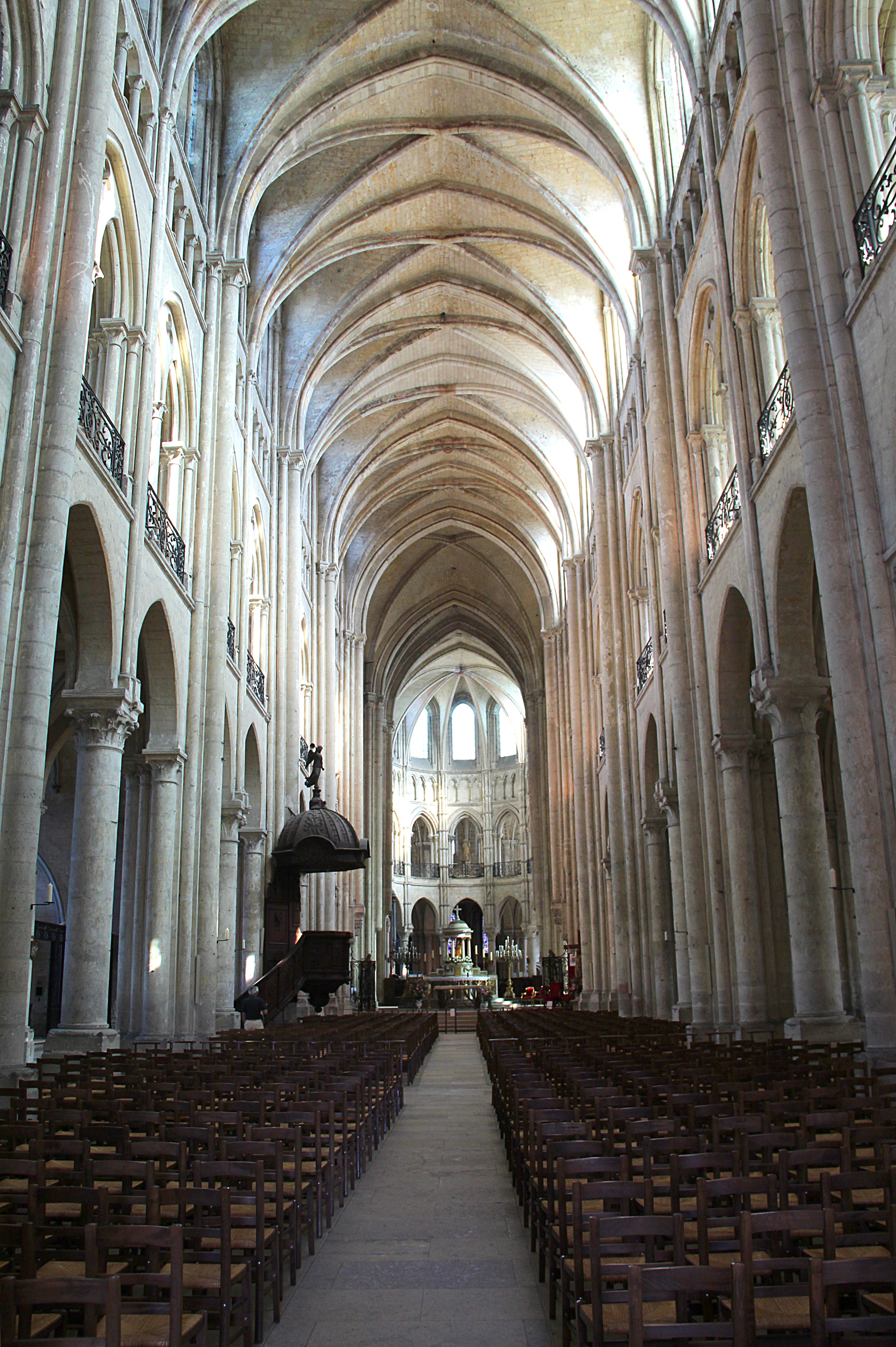
La nef.
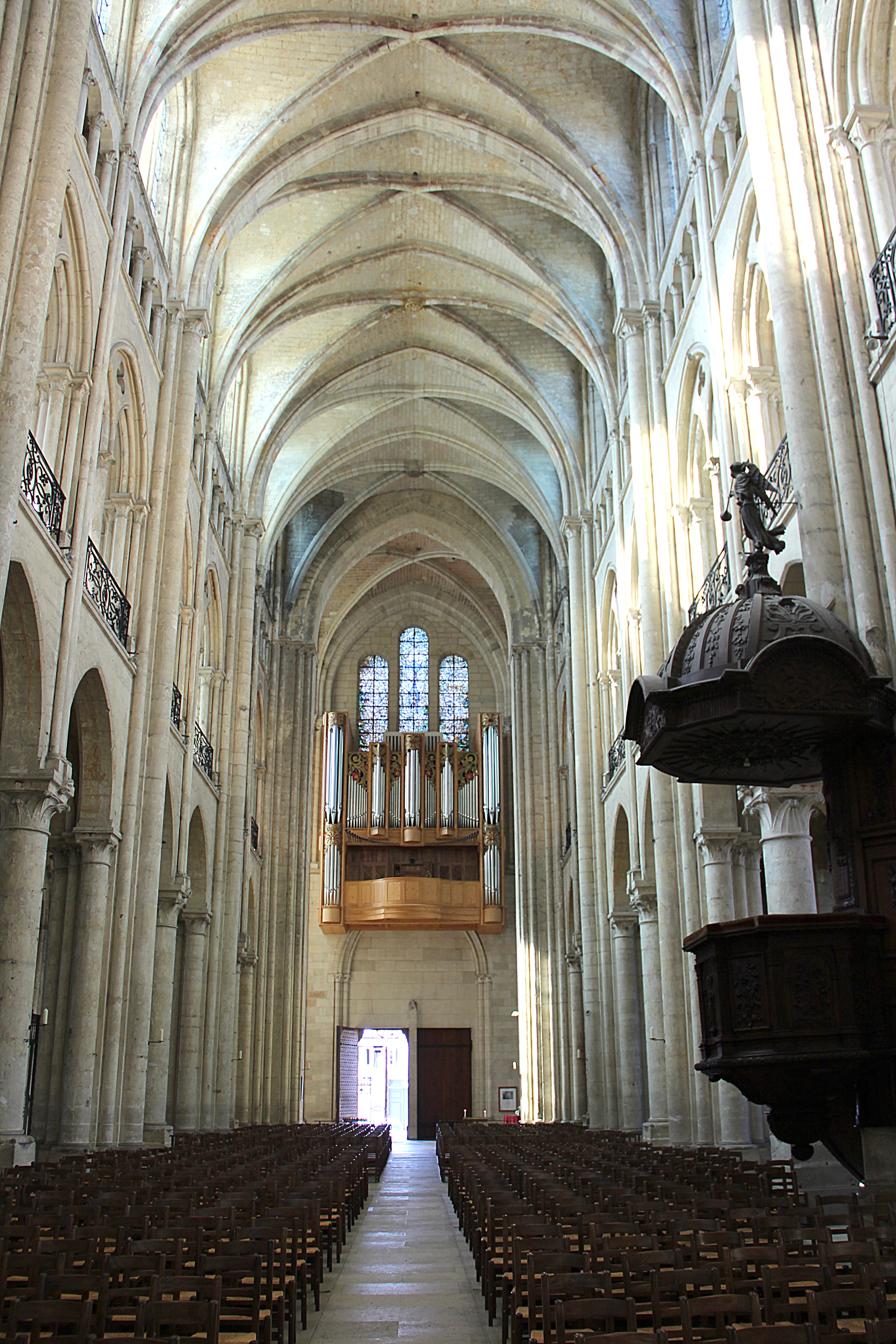
La nef et l'orgue de tribune.
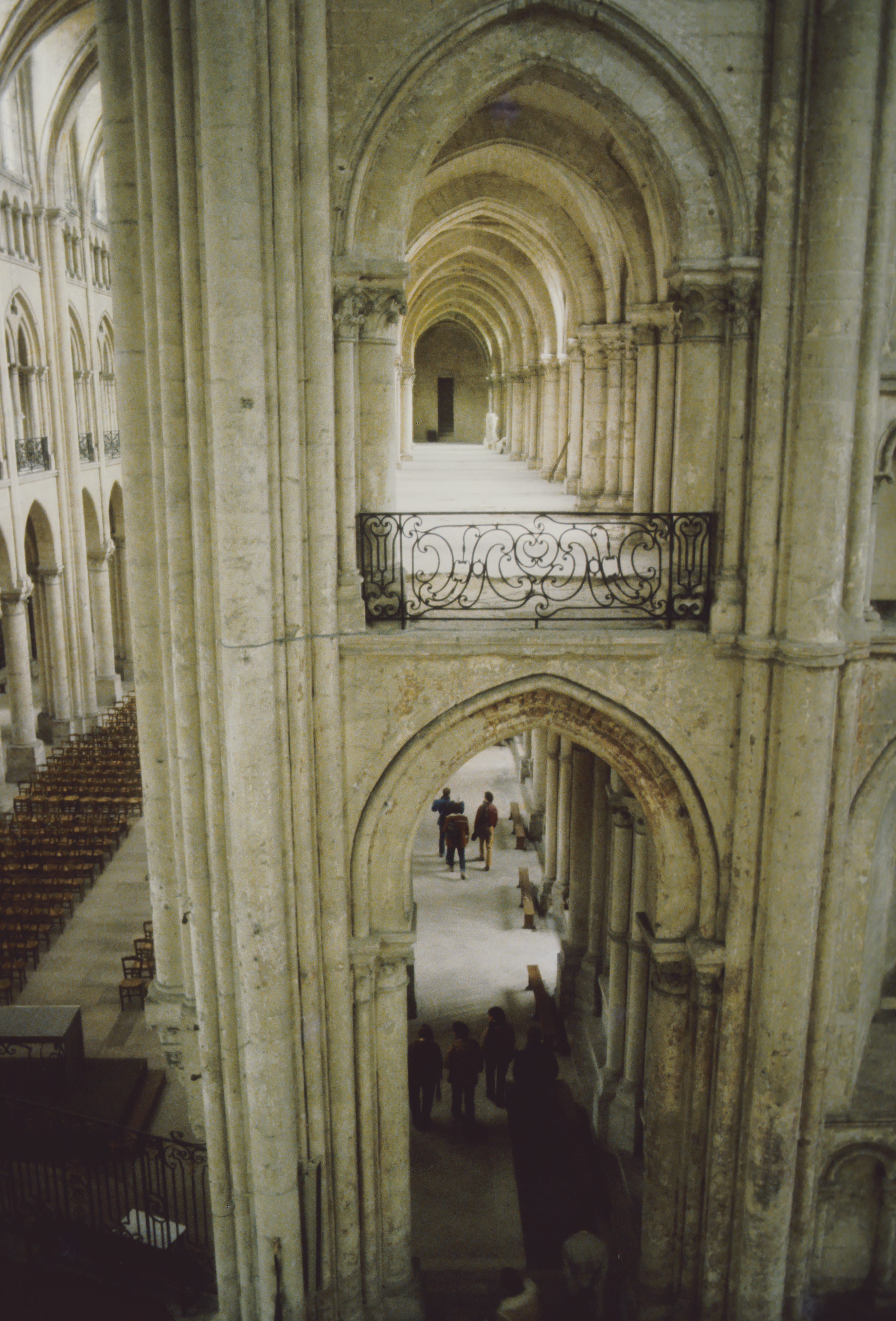
La nef et la tribune du bas-côté.

#### Le transept
Le soubassement des piles de la croisée du transept est mis en place lors de la deuxième campagne de construction, dès avant 1165. L'ensemble du transept est ensuite construit durant la troisième campagne de travaux, entre 1165 et 1185, en commençant par le bras nord.
Les deux bras du transept sont formés par deux travées droites, suivies d'une abside à cinq pans. L'élévation est à quatre niveaux, qui en paraissent cinq : le niveau inférieur est divisé entre un soubassement, qui présente une arcature murale composée de deux arcades en plein cintre retombant sur une colonnette sur chaque pan de mur, et, au-dessus, une grande arcade plaquée sur le mur, qui encadre une petite niche. Au deuxième niveau, un triforium aveugle, composée d'arcatures en plein cintre. Ces deux niveaux forment ensemble un étage aveugle, qui est surmonté d'un étage éclairé formé par les deux niveaux supérieurs de l'élévation : au troisième niveau, chaque pan de mur est ouvert par des arcades jumelles, séparées par une galerie du mur ouvert par des fenêtres, tandis qu'au quatrième niveau, les baies, similaires à celles du troisième niveau, sont ouvertes directement à travers le mur.
Chacun des bras du transept s'ouvre à l'est par un porche.

#### La croisée du transept
À l'entrée du chœur, après les deux piles de la croisée du transept, sont élevées deux piles tout aussi épaisses, ce qui fait que la première travée du chœur repose sur quatre piles extrêmement fortes. En regard de cette travée, les maçonneries des bas-côtés sont également très fortes (c'est là que se trouvent des escaliers menant aux tribunes du chœur). Cela peut paraître excessif et inutile. La raison en est que deux tours ont été commencées reposant sur ces supports solides, mais elles ne furent jamais terminées.

#### Le chevet

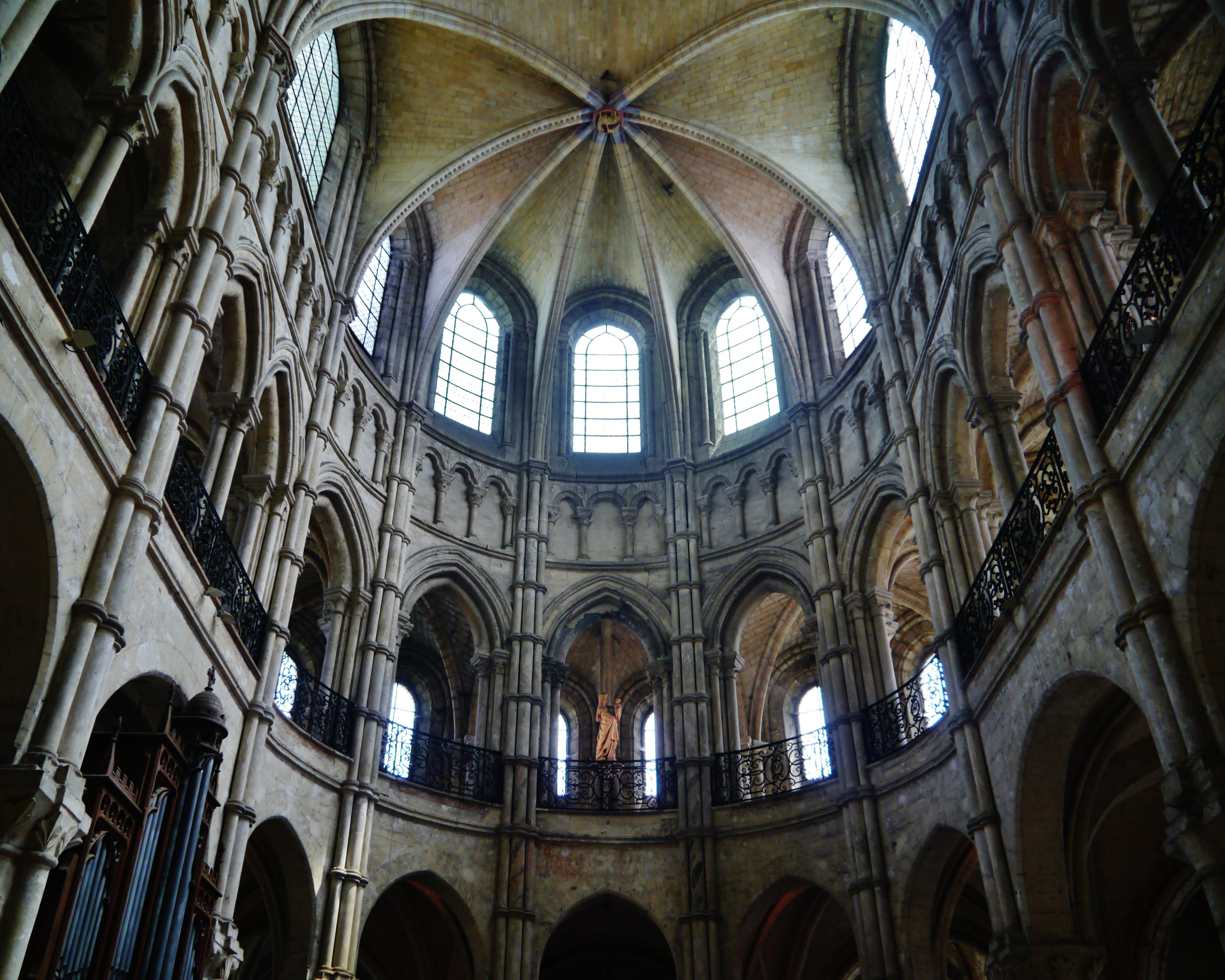
Le chevet.

Le chevet est constitué de trois travées droites prolongées par une abside à cinq pans tournants, entourée de colonnes, qui portent des arcades. L'ensemble est entouré, pour les travées droites, d'un collatéral de chaque côté, puis, pour la partie semi-circulaire, par un déambulatoire. Les collatéraux donnent chacun accès à une tour, située à l'angle du transept, puis à deux chapelles carrées. Enfin, le déambulatoire dessert cinq chapelles rayonnantes. La forme de l'abside, le nombre des chapelles rayonnantes et leur faible profondeur rattachent cette première phase de construction des édifices de la première génération gothique, notamment l'abbatiale de Saint-Germain-des-Prés, dont le chevet est reconstruit à partir de 1150.
L'ensemble du chevet est voûté d'ogives. Dans les chapelles rayonnantes, la partie la plus ancienne de l'édifice, les ogives sont formées de deux tores séparés par un onglet, comme à Saint-Germain-des-Prés ou à la cathédrale de Senlis. Ces ogives retombent sur des colonnes en délit baguées au-dessus du soubassement.
Dans les chapelles rayonnantes, le mur est animé par une arcature plaquée : sur chaque pan de mur, deux petites arcades en plein cintre retombent sur une petite colonnette surmontée d'un chapiteau. L'ensemble est surmonté d'un bandeau mouluré qui court le long des murs de la chapelle. Au-dessus, chaque chapelle est ouverte par deux baies en arc brisé, moulurées par un tore latéral sobre. Une grande arcade, qui retombe sur des piles composées surmontés de chapiteaux aux motifs très divers, donne accès à la chapelle depuis le déambulatoire.
Dans ce dernier, le profil des ogives est constitué de trois tores, et donc différent de celui des chapelles rayonnantes. Les arcs doubleaux sont extrêmement simples, des arcs à arêtes vives.
Le chœur présente une élévation à quatre niveaux : il est séparé du déambulatoire par des arcades simplement chanfreinées, qui retombaient initialement sur des colonnes, comme à Saint-Denis ou encore à Saint-Germain-des-Prés. Les supports de la travée droite du chœur ont été modifiés au XVe siècle, mais les autres sont encore fidèles au parti d'origine. Au-dessus de ces grandes arcades, un étage de tribunes présente une ornementation beaucoup plus riche : dans chaque travée droite, deux baies en arc brisé retombent sur des colonnettes ; dans les cinq pans de l'abside, il n'y a qu'une seule baie. Ces arcades sont composées d'un gros tore qui en constitue l'intrados, et décorées à l'extérieur par une série de tores de taille et d'espacement divers qui forment un encadrement décoratif. Les tribunes, voûtées d'ogives, sont largement éclairées et inhabituellement décorées par des clefs de voûte sculptées de têtes d'hommes et des masques dans les arcs doubleaux.
Au troisième niveau, un triforium comporte entre trois et cinq petites arcades trilobées par travée.
Enfin, le quatrième niveau est éclairé par des fenêtres hautes, qui occupent la lunette de la voûte. Ce niveau a été lourdement remanié au XVIIIe siècle, et il est désormais difficile de déterminer quelle était l'apparence des fenêtres hautes d'origine.

## Mobilier

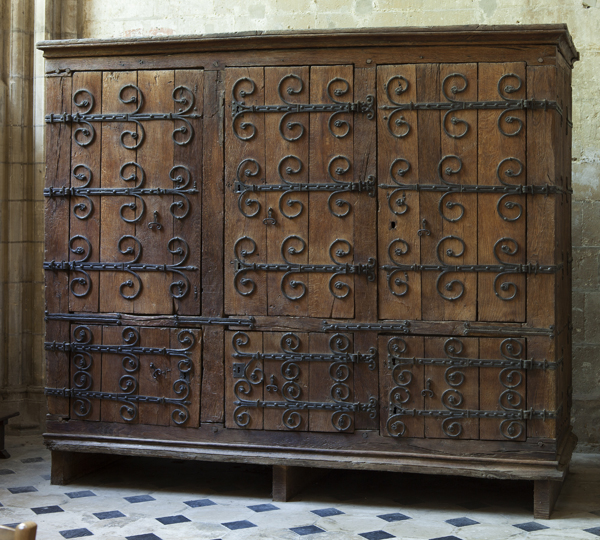
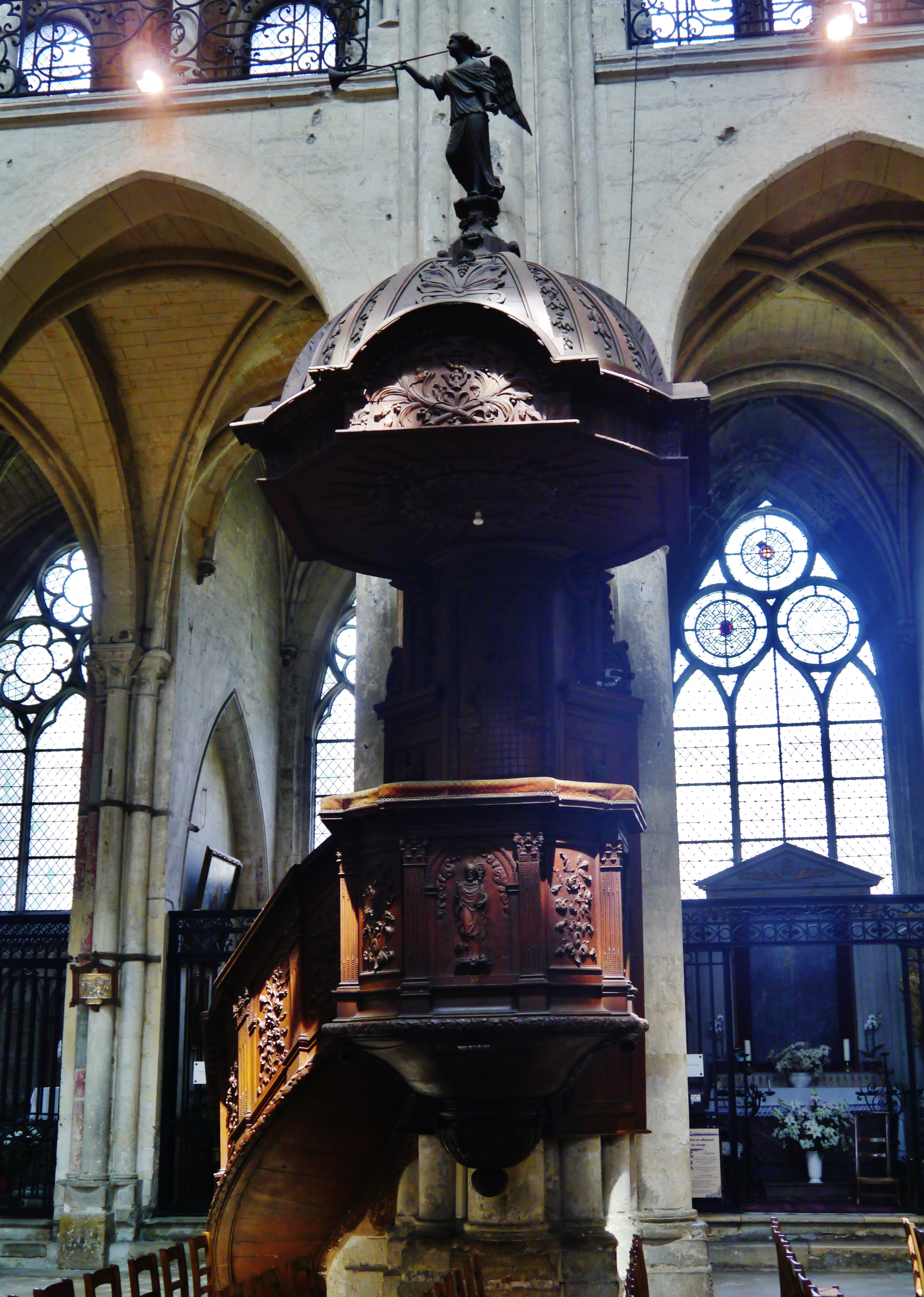
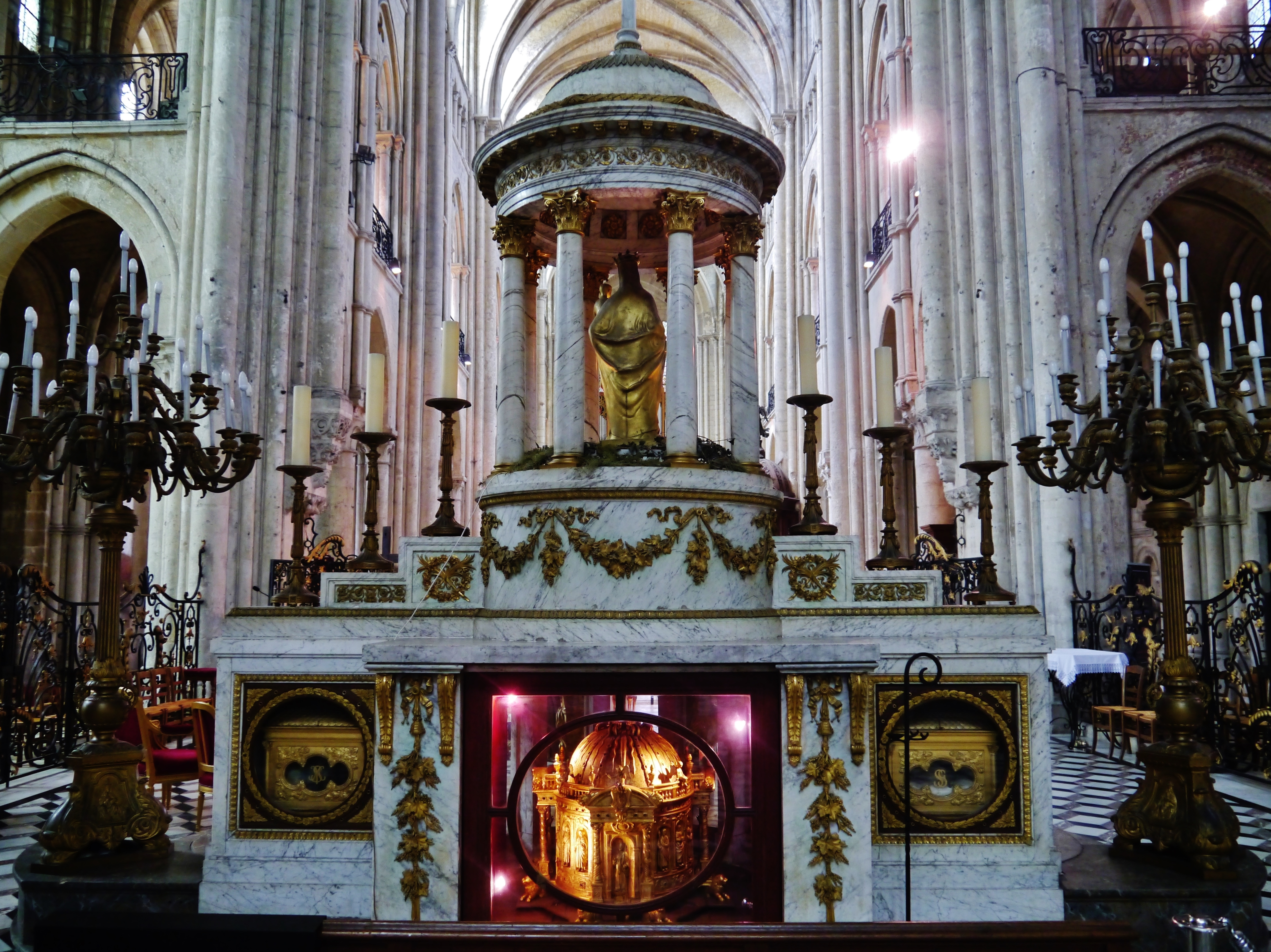

## Les orgues

### L'orgue de tribune

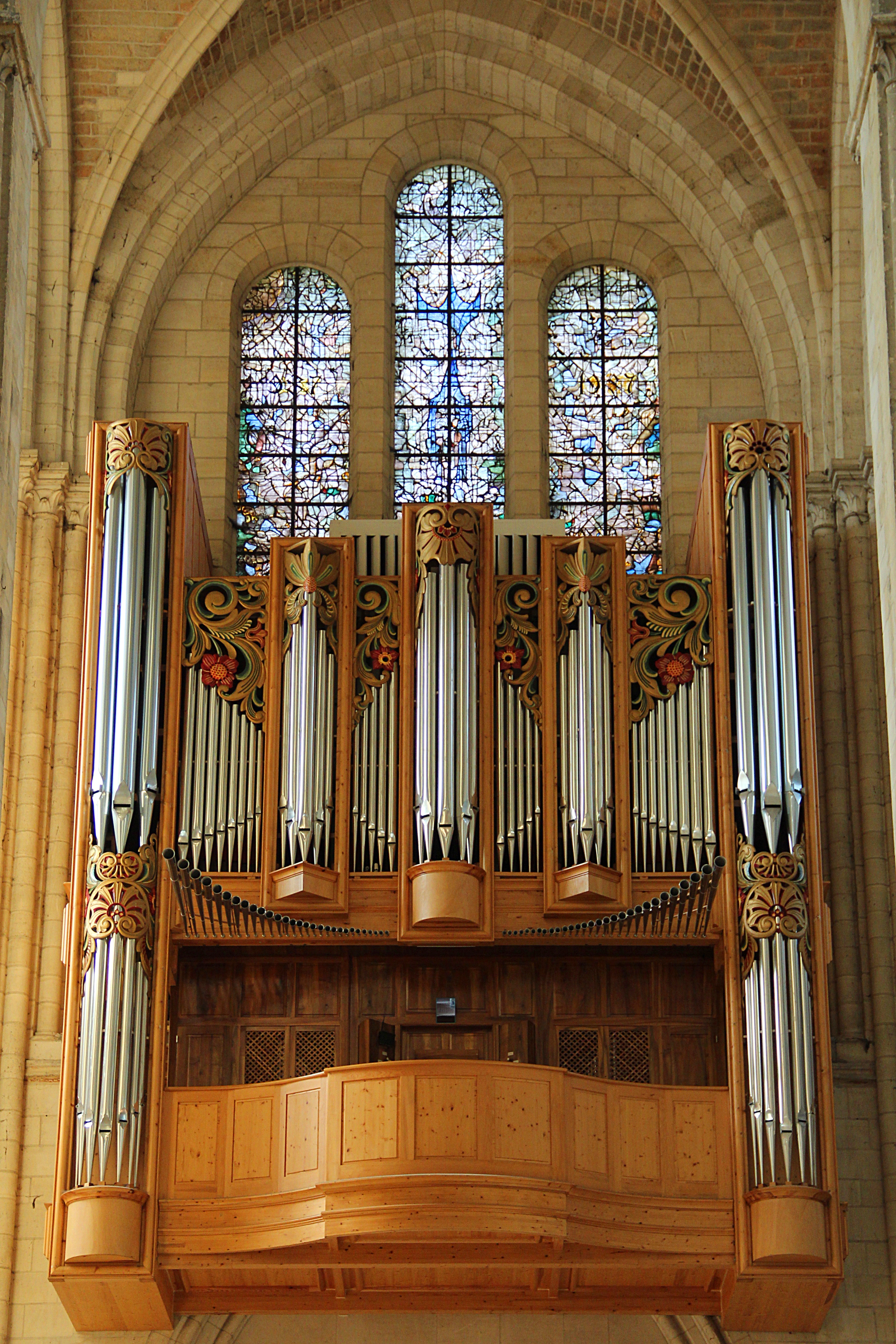
Le grand orgue

#### Historique
L'orgue de tribune ayant été détruit dans les bombardements de 1918, la cathédrale acquit, en 1941, un orgue d'Auguste Convers, l'un des successeurs d'Aristide Cavaillé-Coll. Cet orgue provenant des Portiques des Champs-Élysées, une galerie commerciale parisienne fut entreposé mais ne fut jamais monté. Il fut finalement vendu à la fin des années 1980 à l'Église réformée d'Amiens.
La construction d'un instrument neuf fut alors décidée et fut confiée à Henri Saby, qui réutilisa une partie de la tuyauterie provenant de l'ancien orgue Merklin de la salle Prat, à Marseille. L'inauguration eut lieu le 10 avril 2005 par François-Henri Houbart et Hélène Martin (organiste titulaire).

#### Composition de l'instrument
| I. Positif 56 notes |
| Principal 8'        |
| Bourdon 8'          |
| Prestant 4'         |
| Nazard 2 2/3'       |
| Doublette 2'        |
| Tierce 1 3/5'       |
| Larigot 1 1/3'      |
| Fourniture IV       |
| Trompette 8'        |
| Cromorne 8'         |
| Tremblant           |

| II. Grand-Orgue 56 notes |
| Montre 16'               |
| Bourdon 16'              |
| Montre 8'                |
| Bourdon 8'               |
| Flûte creuse 8'          |
| Salicional 8'            |
| Prestant 4'              |
| Flûte 4'                 |
| Quinte 2 2/3'            |
| Doublette 2'             |
| Fourniture IV            |
| Cymbale IV               |
| Cornet V                 |
| Trompette 8'             |
| Clairon 4'               |
| Trompette en chamade 16' |
| Trompette en chamade 8'  |
| Trompette en chamade 4'  |

| III. Récit expressif 56 notes |
| Cor de nuit 8'                |
| Gambe 8'                      |
| Voix céleste 8'               |
| Flûte harmonique 8'           |
| Flûte octave 4'               |
| Quarte 2'                     |
| Cornet III                    |
| Trompette 8'                  |
| Hautbois 8'                   |
| Voix humaine 8'               |
| Clairon 4'                    |
| Tremolo                       |

| Pédale 32 notes       |
| Soubasse 16'          |
| Flûte 16'             |
| Grosse Quinte 10 2/3' |
| Flûte 8'              |
| Flûte 4'              |
| Bombarde 16'          |
| Trompette 8'          |
| Clairon 4'            |

### L'orgue de chœur

#### Historique
L'orgue de chœur a été construit en 1704 par un facteur nommé Selmersheim, avec deux claviers et un pédalier pour 16 jeux. Le facteur John Abbey l'a reconstruit en 1928, installant une traction électropneumatique et changeant la façade en style néo-gothique. Il a été ensuite restauré par Beuchet-Debierre en 1952 et à nouveau reconstruit en 1988-1989.

#### Composition
| I. Grand-Orgue 56 notes |
| Bourdon 16'             |
| Montre 8'               |
| Bourdon 8'              |
| Prestant 4'             |
| Doublette 2'            |
| Fourniture IV           |
| Cymbale III             |
| Cornet V                |
| Trompette 8'            |
| Clairon 4'              |

| II. Positif 56 notes |
| Bourdon 8'           |
| Flûte 4'             |
| Quarte 2'            |
| Terzian II           |

| Pédale 32 notes |
| Subbass 16'     |
| Soubasse 16'    |
| Flûte 8'        |
| Octave 4'       |
| Basson 16'      |

## Le quartier canonial

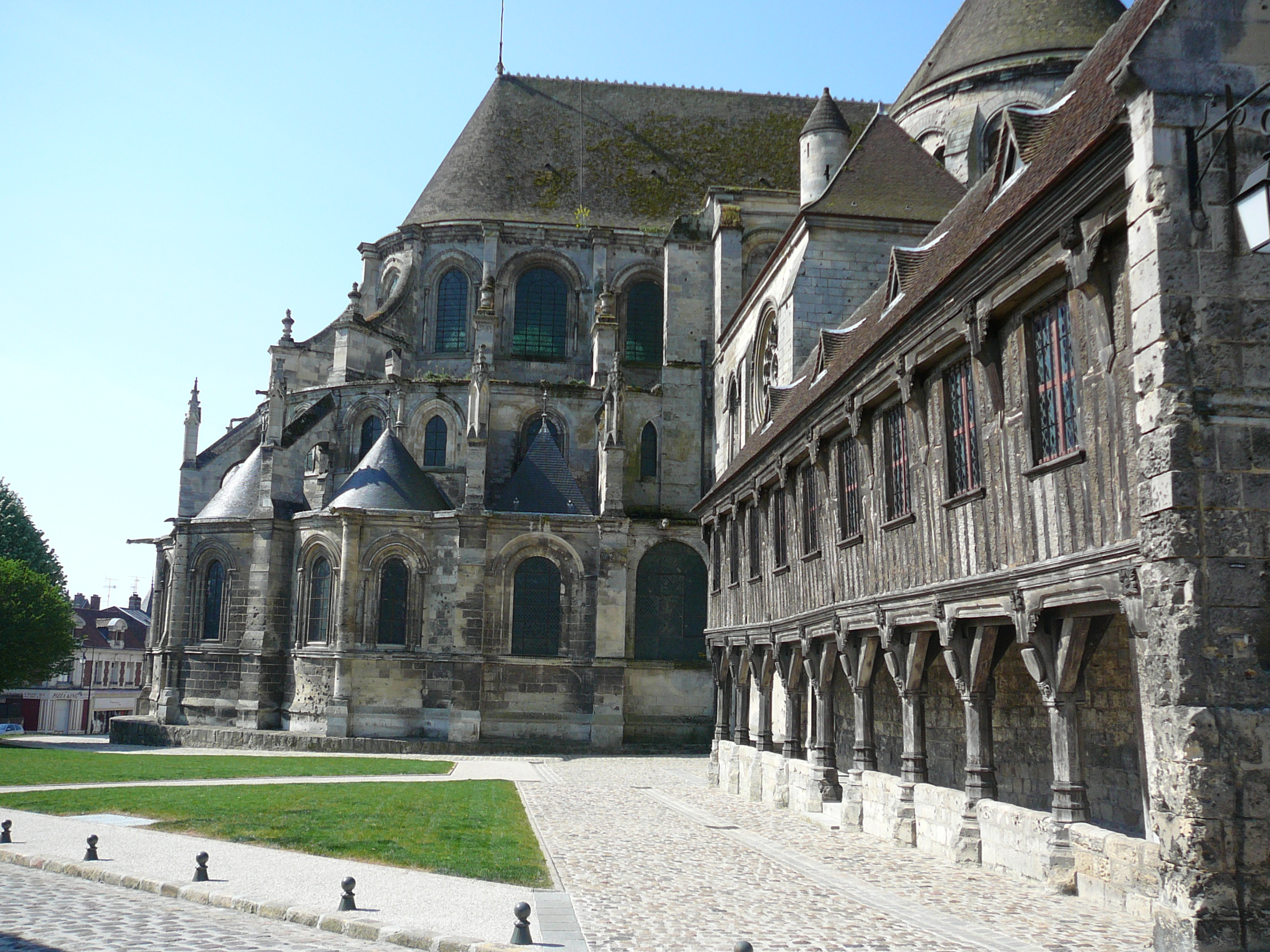
Bibliothèque du chapitre.

Du coin du nord-ouest de la nef court la galerie occidentale d'un cloître érigé dans les années 1240-1250. Les autres galeries ont été détruites depuis, mais certains des bâtiments auxquelles elles donnaient accès subsistent.
Le long de la galerie subsistante se situe l'ancien réfectoire (aujourd'hui salle capitulaire) construit à la même époque, avec son entrée ornée de statues d'évêques et d'autres sculptures. Ce réfectoire était construit au-dessus d'un cellier. A l'angle nord-est du cloître se trouve un bâtiment à deux étages : au-dessus du rez-de-chaussée, qui servait de prison, les niveaux supérieurs accueillaient l'officialité.
De cette officialité part un bâtiment qui faisait fonction de logis. Celui-ci est à son tour mitoyen de l'ancienne bibliothèque du chapitre, construite au début du XVIe siècle. La bibliothèque comprend une galerie ouverte au rez-de-chaussée, surmontée d'un étage à pans de bois soutenu par dix poteaux de bois.
Le long de la galerie orientale du cloître, un autre bâtiment abritait autrefois la salle capitulaire, qui fait aujourd'hui fonction de sacristie. De l'autre côté du bras nord du transept, une petite construction à deux niveaux accueillait la sacristie médiévale et, au-dessus, le trésor de la cathédrale : orfèvrerie, reliques et divers objets sacrés.
Les études sur la polychromie du cloître et de ces bâtiments périphériques enrichissent le débat sur l’ornementation chromatique extérieure des réalisations gothiques de la France du Nord.

## Chanoines célèbres
Guillaume Bouillé
Jacques Levasseur ( ?-6 février 1638)